# Segunda Regional Preferente de Aragón
La Segunda Regional Preferente de Aragón fue la tercera categoría de fútbol regional en Aragón, España, entre los años 1972 y 1977. Estaba compuesta por un grupo único de veinte equipos. Al finalizar la temporada ascendían a Primera Regional de Aragón los primeros clasificados y descendían a Segunda Regional de Aragón los últimos clasificados de la liga regular.

## Historia
Esta categoría se añadió al sistema de competición del fútbol regional aragonés, que recientemente, había introducido la Regional Preferente de Aragón  como una categoría entre la Primera Regional de Aragón y la Tercera División de España. Para el caso de la Segunda Regional Preferente la idea sería la misma, introduciéndola como una división intermedia entre la Primera Regional de Aragón y la Segunda Regional de Aragón. 
La primera edición de la categoría se daría en la temporada 1972-73 proclamándose como campeón el Club Atlético Illueca, en un grupo que tendría diecinueve equipos. Las siguientes temporadas contarían todas con veinte participantes como campeones, alzándose, por orden cronológico, el Alagón Club Deportivo, el San Juan Club de Fútbol y el Club Deportivo Recreativo Leciñena. Por último, en la última temporada, la 1976-77, el zaragozano Club Deportivo Oliver se alzaría como vencedor de la competición. Tras una nueva reestructuración de los grupos de la Primera Regional de Aragón, a la cual ascenderían todos los equipos de la Segunda Regional Preferente, excepto dos, que renunciarían a ello por razones organizativas adscritas dichos clubs, para extinguir esta categoría.

## Sistema de competición
La categoría estaba organizada en un grupo de veinte equipos cada uno que disputaban una liga a dos vueltas. En las dos primeras temporadas los tres primeros clasificados ascendían directamente a Primera Regional. Los tres siguientes equipos en la clasificación disputarían una promoción de ascenso. Asimismo, los tres últimos clasificados descendían directamente a Segunda Regional y los cinco anteriores equipos en la clasificación disputarían una promoción de permanencia en la categoría. Sin embargo para las siguientes temporadas se eliminarían las promociones de ascenso y descenso.

## Ámbito geográfico
La categoría reunía a equipos de Aragón y de la provincia de Soria.

## Carácter aficionado
Jugadores y entrenadores eran aficionados, no existiendo profesionales en esta categoría.